# Muzio Camuzio
Muzio Camuzio, o Camuzzi (Montagnola (Collina d'Oro), 1717 – dopo il 1775), è stato uno stuccatore italiano. 
Discendente dai Camuzio stuccatori originari di Montagnola.

## Biografia

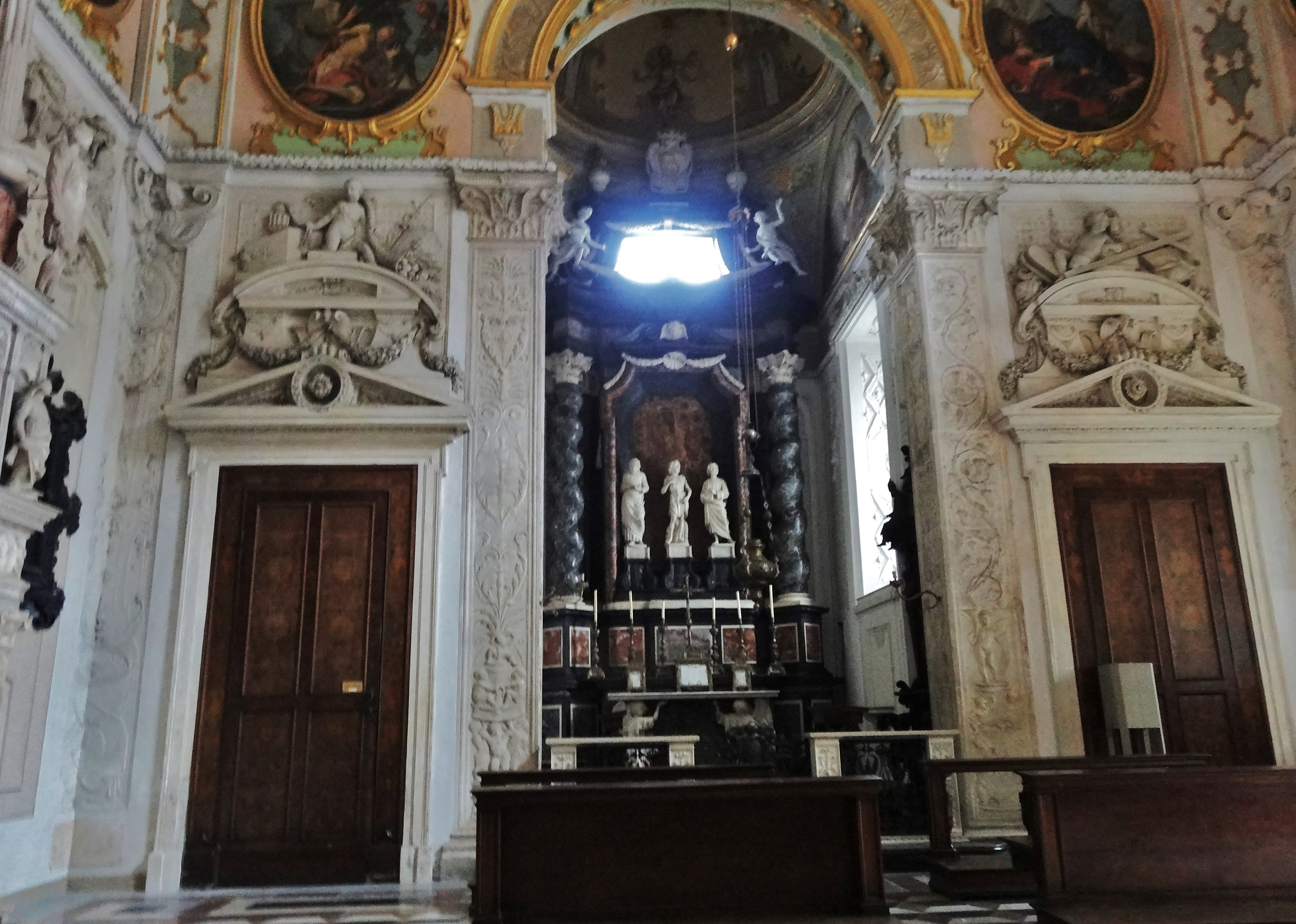
Stucchi della Cappella Colleoni -Bergamo

I Camuzio furono una famiglia di stuccatori che, come molti altri artisti e commercianti, si spostavano dal canton Canton Ticino fino in ambito lombardo e nella bergamasca a partire dal XVII secolo, in cerca di lavoro.

Figlio dello stuccatore Francesco Domenico di Antonio, Muzio Camuzio nacque a Montagnola nel 1717. Apprese i primi insegnamenti seguendo la famiglia, che, dato il lavoro itinerante, non aveva una vera bottega. Forse seguì gli insegnamenti anche di Rodolfo Furlani, anche lui di Montagnola ma molto attivo a Firenze, Pisa e Siena. Uno dei primi lavori a lui riconducibili, sono gli stucchi della volta del coro della Chiesa di Santa Maria dell'Annunciazione di Muzzano, venne infatti ritrovata la sua firma nei restauri del 1970 datata 1739. 
I suoi lavori lo rendono uno tra i migliori esponenti del barocco lombardo, creando con gli stucchi ambientazioni differenti che collegano il rococò internazionale con quello nord alpino. La realizzazione di lavori che si presentano sempre in modo non simmetrico, ma discreto e mai eccessivo. La sua scelta di presentare sempre forme minute ma che derivavano dal manierismo con i mascheroni e i busti che riduceva a piccole dimensioni trasformandole in piccoli ritratti inseriti in appositi medaglioni, lavori eseguiti sempre con eleganza.
Molti furono i lavori commissionategli a Bergamo e nella bergamasca, anche se non si allontanò mai definitivamente dal paese natale, dove risultano battezzati i suoi cinque figli.
Realizzò le cornici degli affreschi eseguiti da Francesco Monti nella chiesa dei Santi Bartolomeo e Stefano di Bergamo nel 1742, e entro la prima metà del XVII secolo gli stucchi per la chiesa di san Rocco di Tagliuno.
Ma il lavoro che maggiormente gli rese notorietà fu la realizzazione di altorilievi nella cappella Colleoni ricchi di simbologia. La cappella era già stata ornata di stucchi nella volta, lavorati dal padre Francesco. Queste realizzazioni gli permisero di essere conosciuto dalle famiglie nobili cittadine che gli commissionarono opere da realizzare nei diversi palazzi della città, tra questi palazzo Scotti e palazzo Terzi.
Non si conosce la data della sua morte, probabilmente intorno al 1775, L'ultimo suo lavoro è datato 1764, anno in cui firma gli stucchi della sala di villa Sola a Bolvedro sul lago di Como, forse il suo lavoro più bello

## Opere
- 1739 stucchi della volta del coro della chiesa di Santa Maria dell'Annunciazione di Muzzano
- 1759 stucchi del presbiterio e coro della chiesa di san Rocco a Lugano con Carlo Giuseppe Taddei e Antonio Daverio
- 1742 cornice degli affreschi per la chiesa dei Santi Bartolomeo e Stefano a Bergamo
- 1750 circa stucchi per la chiesa di San Rocco a Tagliuno
- stucchi palazzo Terzi
- stucchi palazzo Scotti
- stucchi Cappella Colleoni
- stucchi palazzo Bresciani-Suardo-Gavazzeni
- stucchi palazzo Solza
- 1764 stucchi di Villa Sola a Bolvedro